# 2009
2009 (MMIX) — невисокосний рік, що почався в четвер 1 січня та закінчився в четвер 31 грудня за григоріанським календарем. 2009-й рік — це 9-й рік III-го тисячоліття та XXI-го століття, а також десятий та останній з 2000-х років.

## Події

### Політика
- 1 січня — Словаччина увійшла в зону євро
- 1 січня — Чехія взяла головування в ЄС
- 1 січня — у Туреччині почав мовлення перший державний курдський телеканал — TRT-9. Канал відкрив роботу вітальним словом прем'єр-міністра Туреччини Реджепа Тайіпа Ердогана, яке він вимовив курдською мовою
- 2 січня — США передали іракцям контроль над урядовим кварталом Багдада
- 14 січня — Болівія і Венесуела розірвали дипломатичні відносини з Ізраїлем на знак протесту проти проведення військової операції в смузі Гази
- 20 січня — офіційний вступ на посаду нового Президента США Барака Хусейна Обами
- 21 січня — у Косово почала діяти власна легкоозброєна армія
- 23 січня — після масових виступів ісландців, незадоволених економічним станом країни, прем'єр-міністр Ісландії Ґейр Горді (Geir Haarde) оголосив дострокові вибори на 9 травня
- 26 січня — виступи опозиції на Мадагаскарі переросли в безлади, в яких загинуло понад 80 людей
- 1 лютого — новий кабінет міністрів Ісландії очолила колишній міністр з соціальних питань, член соціал-демократичної партії Йоханна Сигурдардоттір
- 2 лютого — Лівійський лідер Муамар Каддафі вибраний новим головою Африканського союзу
- 3 лютого — уряд Киргизії ухвалив рішення закрити американську військову базу на території країни в Манасі
- 3 лютого — Міжнародний Суд в Гаазі виніс компромісне рішення в справі позову Румунії проти України щодо розподілу шельфа навколо острова Зміїний
- 7 лютого — у столиці Мадагаскару Антананаріву урядові війська відкрили вогонь по учасниках опозиційної демонстрації у Президентського палацу, 23 людини загинули, ще 83 зазнали поранення
- 11 лютого — лідер опозиції Зімбабве Морган Цвангираї вступив на посаду прем'єр-міністра країни і очолив коаліційний уряд, до якого увійдуть як опозиціонери, так і прихильники президента Роберта Мугабе
- 12 лютого — міністр фінансів України Віктор Пинзеник подав у відставку, аргументуючи своє рішення неможливістю відмовитися від сповіданих ним принципів. Верховна Рада України 17 лютого прийняла його відставку
- 14 лютого — у Саудівській Аравії вперше в історії посаду в уряді отримала жінка, король країни Абдалла II призначив заступником міністра освіти у справах жінок Нору аль-Фаїз
- 15 лютого — на референдумі в Венесуелі підтримана пропозиція зняти обмеження на кількість президентських строків
- 17 лютого — у Казахстані указом президента Назарбаєва створена Служба зовнішньої розвідки «Сирбар», безпосередньо підлегла і підзвітна президентові республіки. Одночасно скасована служба «Барлау» Комітету національної безпеки Республіки Казахстан
- 20 лютого — Латвійський уряд прем'єра Івара Годманіса пішов у відставку. Латвія переживає світову фінансову кризу найгостріше в ЄС
- 20 лютого — масові акції протесту і вуличні безлади спалахнули в Пакистані після того, як Верховний суд країни позбавив депутатського мандата лідера опозиції Наваза Шарифа і змістив його брата Шахбаза з посади головного міністра провінції Пенджаб. Суд заборонив обом політикам балотуватися до парламенту
- 20 лютого — Міжнародний трибунал щодо колишньої Югославії визнав колишнього президента Сербії Мілана Мілутиновича невинним в скоєнні злочинів відносно етнічних албанців в 1990-х роках. Інші підсудні на процесі: колишній прем'єр-міністр Сербії Никола Шаїнович, начальники Генштабу армії Союзної Югославії Драголюб Ойданич і Небойша Павкович, командир Приштинського корпусу Владимир Лазаревич і генерал поліції Сретен Лукич засуджено до тривалих строків ув'язнення. Шаїнович, Павкович і Лукич отримали по 22 роки позбавлення волі, Лазаревич і Ойданич — по 15 років
- 1 березня — у Гаазі офіційно почав роботу міжнародний трибунал, який розгляне справу про вбивство колишнього прем'єр-міністра Лівану Рафіка Харірі
- 2 березня — Президент Гвінеї-Бісау Жуан Бернарду Вієйра (Joao Bernardo Vieira) був убитий бунтівними солдатами, при спробі залишити свою резиденцію. Кількома годинами раніше в результаті теракту, підірвавшись на бомбі, загинув начальник генерального штабу Тагме На Вайе (Tagme Na Waie). Військові назвали президента Вієйру основним замовником замаху
- 3 березня — Верховна Рада України відправила у відставку міністра закордонних справ Володимира Огризка
- 4 березня — Служба безпеки України проводить обшук у будівлі НАК «Нафтогаз України» в Києві за кримінальною справою про спірний газ «RosUkrEnergo»
- 4 березня — Міжнародний кримінальний суд в Гаазі видав ордер на арешт президента Судану Омара аль-Башира за звинуваченнями у військових злочинах і злочинах проти людяності. Це перший випадок видачі Міжнародним кримінальним судом ордера на арешт чинного глави держави
- 4 березня — НАТО відновить контакти з Росією на вищому рівні, рішення ухвалили міністри закордонних справ альянсу на засіданні в Брюсселі. Робота ради Росія-НАТО, головного форуму, в рамках якого проходив діалог між РФ і Північноатлантичним альянсом, була заморожена в серпні 2008 після військового конфлікту навколо Південної Осетії
- 6 березня — Верховна Рада України ухвалила рішення про призначення Валентина Наливайченка головою Служби безпеки України. Від грудня 2006 Наливайченко був у статусі виконувача обов'язків
- 12 березня — Сейм Латвії затвердив новий уряд країни на чолі з представником колишньої опозиційної партії «Новий час» Валдісом Домбровскісом.
- 14 березня — лідер пакистанської опозиції, колишній прем'єр-міністр Наваз Шариф, його брат, і його сподвижники поміщені під домашній арешт в Лахорі
- 17 березня — президент Мадагаскару Марк Раваломанана склав з себе президентські повноваження і передав владу адміралу Гіпполіту Рамаросону. Напередодні військовики штурмом взяли резиденцію президента в столиці
- 17 березня — парламент Франції схвалив повернення країни у військові структури НАТО. Франція вийшла з командних структур Північноатлантичного альянсу в 1966, за президента Шарля де Голля.
- 18 березня — в Азербайджані на референдумі за ініціативою владної партії «Ені Азербайджан» («Новий Азербайджан») громадяни підтримали зміни до конституції. Всього голосування було розділене на 29 пунктів (за кількістю змін статей) — виборці мали висловити своє ставлення до кожної. Зокрема, згідно з поправкою до 101 статті основного закону, одна і та ж людина може обиратися президентом країни більше двох разів.
- 24 березня — парламент Чехії виніс вотум недовіри прем'єр-міністру Міреку Тополанеку.
- 31 березня — Кнесет схвалив призначення Біньяміна Нетаньягу прем'єр-міністром Ізраїлю і погодився зі складом кабінету міністрів.
- 1 квітня — Албанія і Хорватія стали членами НАТО.
- 1 квітня — прем'єр-міністр Малайзії Абдулла Ахмед Бадаві подав королю прохання про відставку. Новим главою уряду стане Наджиб Разак, який раніш вже змінив Бадаві на посаді президента Єдиної малайської національної організації, найвпливовішої політичної партії країни
- 2 квітня — саміт G20 в Лондоні. Підсумкова декларація, близька позиції США, проголошує намір влити у світову економіку $5 трлн до 2010 року.
- 4 квітня — данський прем'єр Андерс Фог Расмуссен обраний новим генеральним секретарем НАТО
- 5 квітня — Північна Корея здійснила запуск ракети «Инха-2» з супутником зв'язку «Кванменсон-2»: супутник транслює на землю мелодії «Пісні про полководця Кім Ір Сена» і «Пісні про полководця Кім Чен Іра». Цей запуск спричинив значне загострення стосунків з Японією та США, сторони навіть ввели режим підвищеної військової готовності. Наступного дня США та Японія заявили, що пуск був невдалим і ракета впала в Тихий океан. 13 квітня Рада безпеки ООН засудила запуск
- 7 квітня — прибічники молдовської опозиції, незадоволені виголошеними результатами парламентських виборів, в ході масових заворушень розгромили будівлю парламенту і резиденцію президента республіки
- 8 квітня — організований за підтримки ООН спеціальний суд щодо Сьєрра-Леоне засудив до 693 років тюрми лідера повстанського угрупування Об'єднаний революційний фронт Ісу Сисея (Issa Sesay)
- 11 квітня — через протести і блокаду опозиції уряд Таїланду заявив про відміну саміту АСЕАН, запланований на 11-12 квітня. Іноземні лідери саміту, що не відбувся, евакуювалися з будівлі готелю в Паттаї на вертольотах
- 14 квітня — парламент Угорщини вибрав нового прем'єр-міністра країни замість Ференца Дюрчаня, що подав у відставку. Ним став 41-річний міністр національного розвитку і економіки Гордон Байнаї. Зміна прем'єр-міністра викликала масові безлади в Будапешті
- 18 квітня — парламент Сомалі схвалив рішення уряду про введення в країні законів шаріату
- 8 травня — у Празі пройшов саміт Європейського союзу, що дав старт програмі «Східне партнерство». Підсумкова декларація була підписана Білоруссю, Молдовою, Грузією, Україною, Вірменією, Азербайджаном і всіма державами ЄС
- 17 травня — до парламенту Кувейту вперше вибрані жінки: мандати депутатів отримали чотири жінки
- 19 травня — президент Віктор Ющенко призначив Віру Ульянченко головою свого секретаріату. Раніше того ж дня була підписана заява про відставку попереднього глави секретаріату Віктора Балоги.
- 19 травня — спікер палати общин Великої Британії Майкл Мартин оголосив про відставку через звинувачення в приховуванні зловживань витрат депутатів — така відставка перша за понад 300 років.
- 25 травня — Північна Корея офіційно оголосила про проведення ядерного випробування
- 27 травня — Північна Корея заявила, що не вважає себе зв'язаною умовами перемир'я 1953 року, яке поклало край Корейській війні, і відмовилася гарантувати безпеку судноплавства біля свого західного узбережжя.
- 3 червня — парламентська опозиція Молдови бойкотувала два тури виборів президента країни і цим домоглася розпуску парламенту і позачергових виборів.
- 3 червня — Організація американських держав на сесії, що проходить в Гондурасі, ухвалила рішення про відновлення членства Куби, виключеної під тиском США в 1962 році
- 5 червня — Верховна Рада України відправила у відставку міністра оборони Юрія Єханурова
- 21 червня — колишня данська колонія Ґренландія проголосила самоврядування за наслідками референдуму, проведеного в листопаді 2008 року
- 28 червня — Військовики Гондураса здійняли заколот і насильно вивезли президента Мануеля Селайю до Коста-Рики. Також був заарештований міністр закордонних справ, і посли трьох країн — серед них — і Венесуели
- 1 липня — Швеція взяла головування в ЄС
- 1 липня — прем'єр-міністр Хорватії Іво Санадер несподівано оголосив про вихід у відставку і відхід від політики
- 2 липня — Рада керівників Міжнародного агентства з атомної енергії вибрала новим гендиректором організації японця Юкіо Амано
- 6 липня — зіткнення між уйгурами і китайцями, погроми в Сіньцзян-Уйгурському автономному районі КНР; понад півтори сотні загиблих, сотні поранених
- 14 липня — поляк Єжи Бузек обраний головою Європарламенту
- 16 липня — парламент Ісландії проголосував за подачу заявки на вступ країни до Євросоюзу
- 18 серпня — Грузія офіційно перестала бути членом СНД
- 16 вересня — нижня палата парламенту Японії затвердила новим прем'єр-міністром лідера Демократичної партії Юкіо Хатояму
- 16 вересня — Жозе Мануел Баррозу переобраний на посаді голови Єврокомісії на другий п'ятирічний строк
- 25 вересня — в Піттсбурзі на саміті G20 лідери країн домовилися про перерозподіл квот в Міжнародному валютному фонді і Світовому банку на користь країн, що розвивалися (5 % і 3 % голосів відповідно)
- 28 вересня — у столиці Гвінеї Конакрі кілька тисяч активістів виступили проти дій керівництва країни і наміру лідера військової хунти Мусси Дадіси Камари брати участь в президентських виборах. При розгоні опозиційної демонстрації Поліція застосувала вогнепальну зброю, загинули близько 90 чоловік
- 2 жовтня — на повторному референдумі Ірландія схвалила Лісабонську угоду
- 9 жовтня — Верховна Рада затвердила Петра Порошенка міністром закордонних справ
- 10 жовтня — глави МЗС Туреччини і Вірменії підписали в Цюриху документи про нормалізацію двосторонніх відносин, поклавши край майже віковій ворожнечі
- 13 жовтня — парламент Румунії висловив вотум недовіри уряду країни, який очолює Еміль Бок
- 22 жовтня — колишній диктатор Уругваю 83-річний Грегоріо Альварес засуджений на 25 років в'язниці за вбивства політичних супротивників
- 2 листопада — запланований на 7 листопада другий тур виборів президента Афганістану скасований через відмову другого кандидата Абдулли Абдулли, переможцем оголошений чинний президент країни Хамід Карзай
- 3 листопада — президент Чехії Вацлав Клаус підписав Лісабонський договір, після того, як чеський конституційний суд визнав, що договір не суперечить конституції республіки. Таким чином, договір набирає чинності, оскільки процедура ратифікації завершилася у всіх країнах Європейського союзу
- 5 листопада — Голова палестинської адміністрації Махмуд Аббас (Абу Мазан) заявив, що він не виставлятиме свою кандидатуру на президентських виборах в січні 2010 року. Аббас розчарований відмовою Сполучених Штатів добитися від ізраїльських лідерів зобов'язання повністю припинити будівництво в поселеннях
- 19 листопада — на екстреному саміті співдружності європейських держав в Брюсселі першим президентом Євросоюзу вибраний прем'єр-міністр Бельгії Герман ван Ромпей. Главою дипломатичного відомства Євросоюзу стала британка, єврокомісар з питань торгівлі Кетрін Ештон (Catherine Ashton).
- 27 листопада — президенти Білорусі, Росії і Казахстану Олександр Лукашенко, Дмитро Медведєв і Нурсултан Назарбаєв підписали в Мінську в рамках ЄвразЕС пакет документів про створення з 1 січня 2010 року Митного союзу
- 29 листопада — Швейцарія проголосувала на референдумі за заборону будівництво в країні мінаретів
- 1 грудня — вступив в дію Лісабонський договір
- 1 грудня — Міжнародний суд розпочав розгляд позову Сербії щодо незаконності самопроголошення незалежності Косово
- 7—19 грудня — в Копенгагені пройшла масштабна міжнародна Конференція ООН зі змін клімату, яка мала на меті виробити заміну Кіотському протоколу, але учасники не змогли дійти згоди
- 11 грудня — Конституційний суд Туреччини виніс постанову про розпуск прокурдської Партії демократичного суспільства, яка в парламенті країни має фракцію з 21 депутата
- 19 грудня — країни Шенгенської зони скасували візи для громадян Сербії, Чорногорії і Македонії, власників біометричних паспортів
- 22 грудня — президент Сербії Борис Тадич в Стокгольмі вручив заявку на вступ в ЄС шведському прем'єр-міністрові Йону Фредріку Райнфельдту, головуючому в ЄС

#### Вибори
- 18 січня — За результатами парламентських виборів, які відбулися у Сальвадорі перемогу здобули колишні партизани з марксистського Фронту визволення імені Фарабундо Марті (35 із 84 парламентських місць), а владна останні роки консервативна партія «Арена» здобула 32 депутатські мандати
- 31 січня — парламент Сомалі обрав президентом поміркованого ісламіста, засновника Союза ісламських судів Шарифа Ахмеда. З міркувань безпеки вибори проходили в сусідній Джибуті
- 31 січня — Загальні парламентські та місцеві (в органи самоврядування 14 із 18 провінцій) в Іраку
- 10 лютого — За результатами позачергових парламентських виборів у Ізраїлі центристська партія «Кадіма» здобула 28 зі 120 депутатських мандатів до Кнесету, права «Лікуд» — 27 та права партія «Наш дім Ізраїль» — 15 мандатів.
- 8 березня — у Північній Кореї вибори депутатів Верховного народного зібрання, однопалатного парламенту республіки
- 9 березня — Позачергові вибори до Скупщини Чорногорії.
- 15 березня — позачергові вибори до тернопільської облради виграло ВО «Свобода».
- 15 березня — Маурісіо Фунес, кандидат від лівого Фронту національного визволення імені Фарабундо Марті, перемагає на виборах президента Сальвадору.
- 21 березня — за результатами 1-го туру Президентських виборів у Словаччині до 2-го туру, який відбудеться 4 квітня ц.р., вийшли чинний президент Іван Гашпарович (набрав 46,7 % голосів виборців) і лідер опозиційної партії SDKU-DS Івета Радічова (38 % голосів виборців).
- 22 березня — президентські (1-й тур) і місцеві вибори в Північній Македонії.
- 29 березня — на позачергових парламентських виборах у Чорногорії владний блок на чолі з прем'єр-міністром Міло Джукановичем здобув 49 мандатів у 80-містному парламенті.
- 4 квітня — чинний президент Словаччини Іван Гашпарович здобув перемогу в другому турі виборів глави держави, отримавши 55 % голосів.
- 5 квітня — парламентські вибори в Молдові. Оголошення комуністичної партії переможцем привело до масових заворушень в столиці Кишиневі.
- 5 квітня — кандидат від владної коаліції ВМРО-ДПМНЄ Георге Іванов виграв в другому турі президентських виборів в Північній Македонії у соціаліста і колишнього глави МЗС країни Любомира Фрчкоського.
- 9 квітня — на парламентських виборах в Індонезії перемагає Демократична партія на чолі з президентом Сусіло Бамбангом.
- 9 квітня — президентські вибори в Алжирі, Абделазіз Бутефліка обирається на третій термін.
- 16 квітня — 13 травня — п'ятистадійні парламентські вибори в Індії.
- 19 квітня — на парламентських виборах у Турецькій Республіці Північного Кіпру (визнаній офіційно лише Туреччиною) після підрахунку 90 відсотків бюлетенів перемогу здобуває права націоналістична Партія національної єдності, яка заручилася підтримкою 44 % виборців.
- 21 квітня — парламентські вибори на Гаїті.
- 22 квітня — на загальних виборах в ПАР з результатом 66 % голосів перемагає Африканський національний конгрес на чолі з Джейкобом Зумою.
- 25 квітня — на дострокових парламентських виборах у Ісландії перемогу здобула лівоцентристська коаліція у складі Соціал-демократичного альянсу та Руху лівих зелених, здобувши 34 із 63 мандатів. Уперше в історії країни ліві набрали більшість в Альтингу.
- 26 квітня — на президентських виборах в Еквадорі чинний президент Рафаель Корреа вибраний на новий строк
- 3 травня — на президентських виборах в Панамі переміг консерватор Рікардо Мартінеллі
- 17 травня — Президентські вибори в Литві: впевнену перемогу з результатом 69 % голосів вже в першому турі здобула Даля Грибаускайте
- 23 травня — федеральна асамблея Німеччини переобрала Горста Келера на посаду президента країни в першому колі
- 24 травня — на президентських виборах у Монголії переміг кандидат від опозиції, лідер Демократичної партії Цахіагійн Елбегдорж, чим перервав майже 75-річне правління МНРП
- 4—7 червня — вибори до Європарламенту
- 7 червня — парламентські вибори в Лівані: владна прозахідна коаліція «14 березня» на чолі з Саадом Харірі змогла втримати правлячі позиції, здобувши 71 зі 128 парламентських місць; у опозиційного просирійського блоку на чолі з радикальною організацією Хезболла — 57 мандатів
- 12 червня — на президентських виборах в Ірані переміг чинний президент Махмуд Ахмадінежад
- 28 червня — парламентські вибори в Албанії
- 28 червня — дострокові президентські вибори в Гвінеї-Бісау
- 28 червня — часткові парламентські вибори в Аргентині
- 5 липня — парламентські вибори в Болгарії
- 8 липня — на президентських виборах в Індонезія переміг чинний президент Сусіло Бамбанг Юдойоно
- 19 липня — генерал Мохамед Абдель Азіз, що прийшов до влади в Мавританії в результаті військового перевороту восени минулого року, виграв президентські вибори в країні
- 23 липня — на президентських виборах в Киргизстані чинний президент Курманбек Бакієв переобраний на другий строк
- 25 липня — у Курдському автономному районі на півночі Іраку проходять вибори до місцевого парламенту, а також президента автономії: іракські курди вперше самі вибирають свого президента
- 29 липня — позачергові парламентські вибори у Молдові
- 20 серпня — президентські вибори в Афганістані
- 30 серпня — вибори нижньої палати парламенту Японії, на яких владна протягом півстоліття ліберально-демократична партія зазнала нищівної поразки
- 14 вересня — на парламентських виборах в Норвегії правляча лівоцентриська коаліція втримала владу
- 27 вересня — парламентські вибори в Німеччині, за результатами яких сформована нова коаліція ХДС/ХСС та вільних демократів. Гідо Вестервелле змінив Франка-Вальтера Штайнмайєра у 2009 році в новій консервативно-ліберальної коаліції (Штайнмайєр повернеться на місце очільника зовнішньополітичного відомства 2013)[1].
- 27 вересня — парламентські вибори в Португалії, правляча Соціалістична партія виграла вибори, але втратила абсолютну більшість в парламенті
- 4 жовтня — дострокові парламентські вибори у Греції, які виграла опозиційна ПАСОК, 6 жовтня новим прем'єром став Георгіос Папандреу
- 25 жовтня — на виборах чинний президент Тунісу Зин аль-Абідін бен Алі отримав близько 90 % голосів виборців
- 25 жовтня — На президентських виборах в Уругваї найбільшу підтримку здобув кандидат від правлячої лівої коаліції Хосе Мухіка, але не зміг набрати 50 % від голосів виборців, відтак 29 листопада відбудеться другий тур голосування. Суперником Мухіки буде колишній президент Луїс Альберто Лакальє, який представляє опозиційну Національну партію.
- 29 листопада — в Екваторіальній Гвінеї на президентських виборах переміг чинний глава держави Теодоро Обіанг Нгема
- 29 листопада — колишній лідер партизанських формувань Хосе Мухіка (Jose Mujica) здобув перемогу в другому турі президентського вибору в Уругваї
- 29 листопада — в Гондурасі пройшли чергові президентські вибори, на яких переміг лідер правої Національної партії, фермер Порфіріо Лобо. Багато країн Латинської Америки, включаючи Бразилію, не визнали результатів цих виборів. В той же час Сполучені Штати заявили, що президентські вибори є важливими кроків в розв'язанні політичної кризи в Гондурасі
- 6 грудня — чинний президент Румунії Траян Басеску переобраний на президентських виборах; його відрив від лідера соціал-демократів Мірчі Джоане становив менше 1 % голосів
- 6 грудня — Ево Моралес переобраний президентом Болівії
- 27 грудня — парламентські вибори в Узбекистані

### Збройні конфлікти
- 2 січня — Армія Шрі-Ланки увійшла до столиці «Тамільських тигрів» — міста Киліноччи.
- 3 січня — Ізраїль почав сухопутне вторгнення у смугу Гази
- 8 січня — Рада безпеки ООН прийняла резолюцію 1860, що вимагає негайного припинення вогню в секторі Гази і закликає до повного відведення ізраїльських військ
- 17 січня — ізраїльський прем'єр Егуд Ольмерт оголосив про припинення вогню а Газі, війська зі смуги були виведені 20 січня
- 25 січня — військовий контингент Ефіопії залишив територію Сомалі, де він воював з ісламістами. В країні залишається миротворчий корпус Африканського союзу
- 17 лютого — Президент США Барак Обама ухвалив рішення про збільшення кількості американських військ в Афганістані: США в ближчі шість місяців мають відправити ще одну бригаду армії США і морських піхотинців, йдеться про 17 тисяч американських військовиків
- 17 лютого — два літаки організації тамільських сепаратистів «Тигри визволення Таміл-Ілама» скинули бомби на столицю Шрі-Ланки Коломбо
- 25 лютого — у столиці Бангладеш бійці прикордонного корпусу «Бангладеські стрільці» здійняли бунт проти керівництва, вимагаючи підвищення зарплати. Із зброєю в руках бунтівники напали на штаб-квартиру прикордонних військ в Дацці і захопили розташований поряд торговий центр. Під час перестрілки убиті десятки осіб. Уряд для придушення вдався до сили спецзагонів, вивів на вулиці танки, заблокував стільниковий зв'язок.
- 25 лютого — Президент США Барак Обама оповістив, що війська США будуть повністю виведені з Іраку до кінця 2011 року. Бойові дії в країні припиняться 31 серпня 2010 року, проте в Іраку ще більше року залишатимуться від 35 до 50 тисяч американських солдатів
- 30 березня — в пакистанському місті Лахор бойовики захопили і кілька годин утримували поліцейську академію; внаслідок десятки вбитих і поранених
- 16 квітня — в Чечні скасований режим антитерористичної операції, який діяв протягом 10 років
- 30 квітня — Сталася Стрілянина у Бакинській академії.
- 8 травня — уряд Пакистану почав масштабну військову операцію проти талібів в долині Сват
- 17 травня — Тигри визволення Таміл-Ілама визнали свою поразку у війні, що тривала 26 років
- 30 травня — пакистанські військові узяли під контроль найбільше місто долини Сват — Мінгору
- 29 червня — американські війська залишили міста Ірака під відповідальність іракських сил
- 14 липня — вертоліт Мі-26 молдавської компанії Pecotox-Air збитий з гранатомета в афганській провінції Гільмент при наданні гуманітарної допомоги. Екіпаж з шести українців загинув
- 2 серпня — на півночі Нігерії в ході запеклих сутичок правоохоронних органів з членами секти Боко Харам загинули 700 чоловік
- 17 жовтня — збройні сили Пакистану за участі близько 30 тисяч солдатів розгорнули масштабний наступ на позиції руху «Талібан» в Південному Вазирістані
- 1 грудня — Барак Обама оголосив про направлення додатково 30 тисяч американських вояків в Афганістан, і про намір з 2011 року почати виведення військ з цієї країни

### Економіка
- 1 січня — після невдачі переговорів між Нафтогазом і Газпромом Росія припинила поставки газу в Україну
- 1 січня — Національний банк Білорусі провів девальвацію національної валюти, рубля, щодо долара США майже на 20 %, водночас ставка рефінансування піднята до 14 відсотків
- 5 січня — Господарський суд Києва своєю ухвалою заборонив НАК «Нафтогаз України» здійснювати 2009 року транзит російського природного газу територією України за ціною 1,6 дол. за тис.куб.м на 100 км, за якою качався транзитний газ «Газпрома» до Європи
- 7 січня — Газпром повністю перекрив постачання транзитного газу в Україну. Українська газотранспортна система перейшла в автономний режим
- 8 січня — статистичне агентство Eurostat остаточно підтвердило дані про ВВП за третій квартал: Єврозона, що об'єднує 16 європейських країн, офіційно вступила в рецесію
- 9 січня — уряд Німеччини отримав 25 % акцій Commerzbank, другого найбільшого банку Німеччини, в обмін на додаткове вливання €10 млрд в капітал банку. Всього Commerzbank отримає від уряду €18,2 млрд у вигляді вливань в капітал і 15 млрд у вигляді гарантій
- 19 січня — Росія і Україна повідомили про врегулювання газового конфлікту. Сторони підписали 10-річну угоду, що визначає умови відновлення транзиту і постачань до України за європейською схемою ціноутворення
- 26 січня — американський фармацевтичний гігант Pfizer домовився про придбання свого конкурента, компанію Wyeth, за 68 млрд доларів
- 13 лютого — Міжнародний валютний фонд отримав кредит у Японії на суму 100 млрд доларів
- 17 лютого — Президент США Барак Обама в Денвері підписав узгоджений палатами Конгресу план зі стимуляції економіки країни в обсязі 787 млрд доларів. Фондовий ринок відповів потужним падінням у всьому світі
- 25 лютого — завершено спорудження першої іранської АЕС в Бушері з допомогою російського «Росатома», станція починає тестовий запуск[2]
- 2 березня — AIG опублікував квартальний звіт, в якому збиток корпорації в жовтні-грудні 2008 року склав 61,7 мільярда доларів, рекорд за всю історію США. Індекс Dow Jones впав до дванадцатирічного мінімуму
- 9 березня — американський фармацевтичний гігант Merck & Co оголосив про придбання науково-дослідної фармацевтичної компанії Schering-Plough за 41,1 млрд доларів
- 23 березня — на заводі Tata Motors в індійському штаті Гуджарат почалося виробництво мікролітражки Nano — найдешевшого серійного автомобіля в світі, вартістю близько 2000 доларів
- 23 березня — Україна і Європейський союз підписали в Брюсселі спільну заяву про модернізацію української газотранспортної системи. Декларацію підписали також президенти Європейського інвестиційного банку, Європейського банку реконструкції та розвитку та Світового банку. Того ж дня прем'єр Росії Володимир Путін пригрозив ЄС погіршенням відносин, «якщо інтереси Росії не буде враховано»
- 20 квітня — Oracle оголосив про купівлю Sun Microsystems за 7,4 млрд доларів
- 30 квітня — Chrysler став під захист 11-ї статті закону США про банкрутство, що надає захист від кредиторів
- 6 травня — автомобільні компанії Porsche і Volkswagen домовилися про створення інтегрованого автомобільного концерну
- 13 травня — Єврокомісія визнала компанію Intel винною в порушенні антимонопольного законодавства, що проявилося в блокуванні доступу AMD на європейський ринок, і зобов'язала Intel виплатити штраф у розмірі 1,06 мільярдів євро
- 24 травня — Іран і Пакистан підписали угоду про постачання іранського природного газу майбутнім трубопроводом, відомим як «трубопровід миру» (Peace Pipeline)
- 30 травня — влада Німеччини і американський автоконцерн General Motors схвалили інвестиційний план порятунку німецького автовиробника Opel від канадсько-російського консорціуму Magna International в партнерстві з Сбербанком Росії
- 1 червня — найбільший американський автоконцерн General Motors подав заяву про захист від кредиторів, удавшись до ст.11 закону про банкрутства США
- 1 червня — американський суд з банкрутств схвалив продаж основної частини активів збанкрутілого автовиробника Chrysler компанії, очолюваній італійським автомобільним концерном Fiat
- 2 червня — український літак Ан-148 здійснив перший регулярний рейс за маршрутом Київ — Харків — Київ
- 29 червня — Суд США засудив організатора фінансової піраміди Бернанда Медоффа до 150 років тюремного ув'язнення м затвердив конфіскацію майна Медоффа на суму $170 млрд
- 13 липня — в Анкарі лідери Туреччини, Румунії, Болгарії, Угорщини і Австрії підписали угоду про будівництво газопроводу «Набукко»
- 26 серпня — введений газопровід Дзуарикау-Цхінвалі з Росії в Південну Осетію потужністю до 252 млн кубометрів газу на рік. Довжина газогону 162,3 км, у своїй вищій точці — через Кударський перевал — газопровід піднімається до 3148 метрів
- вересень — черкаська автомобільна корпорація Богдан почала серійне виробництво автомобіля Богдан-2310.
- 3 вересня — німецька Lufthansa оголосила про поглинання компанії Austrian Airlines за 382 млн євро. З цим придбанням німецький авіаперевізник стає найбільшим в Європі, обходячи франко-голландську Air France — KLM
- 7 вересня — у Софії повністю відкрилася для пасажирів єдина лінія метрополітену, будівництво якої велося 40 років
- 9 жовтня — концерн General Motors підписав угоду про продаж 80 відсотків акцій марки Hummer китайській компанії Sichuan Tengzhong Heavy Industrial Machinery
- 2 листопада — американський автоконцерн General Motors відмовився продавати Opel консорціуму канадської Magna і російського Сбербанка, робота над цією угодою продовжувалася кілька місяців
- 4 грудня — Північна Корея провела деномінацію валюти 1 до 100
- 11 грудня — на аеродромі іспанського авіазаводу CASA в Севільї зробив свій перший публічний політ «Аеробус А400» — перспективний військово-транспортний літак європейських країн НАТО
- 14 грудня — за участі лідерів країн відкритий газопровід Туркменістан — Узбекистан — Казахстан — Китай завдовжки 7 тисяч км

### Наука і техніка
Докладніше див. 2009 у науці
- 3 лютого — Іран вивів на навколоземну орбіту перший національний супутник «Омід» («Надія») за допомогою своєї ракети-носія «Сафір»
- 10 лютого — Intel продемонстрував перші процесори, випущені за нормами 32-нм технологічного процесу
- 10 лютого — на орбіті 800 км над Землею зіткнулися два супутники зв'язку, російський і американський, в результаті утворилося дві хмари уламків. Така подія сталася вперше в історії. Йдеться про російський супутник, запущений 1993 року і не функціональний, і американський, запущений 1997, що входив в глобальну систему мобільного зв'язку Iridium
- 10 лютого — невдачею завершився запуск ракети-носія NASA «Торус XL» з орбітальною станцію для замірів рівня CO2 в атмосфері, ця програма коштувала 270 млн доларів
- 7 березня — з космодрому на мисі Канаверал в штаті Флорида NASA запустив орбітальний телескоп Kepler, призначений для пошуків екзопланет. На орбіту апарат вивела ракета-носій Delta II
- 9 березня — Президент США Барак Обама підписав розпорядження, що відмінило заборону на державне фінансування досліджень стовбурових клітин
- 15 березня — шаттл «Дискавері» стартував з космодрому на мисі Канаверал до МКС. На борту шаттла семеро космонавтів — шість американців і один японець. Місія завершилася 28 березня
- 17 березня — Європейський науково-дослідний супутник GOCE виведений на орбіту за допомогою ракети-носія «Рокот» з космодрому Плесецьк
- 19 березня — Microsoft представив фінальну версію браузера Internet Explorer 8
- 26 березня — з космодрому Байконур стартувала ракета-носій Союз-ФГ, що вивела в космос корабель «Союз ТМА-14» з екіпажем 19-ї експедиції на Міжнародну космічну станцію в складі росіянина Геннадія Падалки і американця Майкла Барратта, а також космічного туриста, одного із засновників корпорації Microsoft Чарльза Симоні
- 11 травня — з космодрому на мисі Канаверал (Флорида) стартував космічний човник Atlantis, з місією ремонту космічного телескопа Хаббл
- 14 травня — з космодрому Куру у французькій Гвіані за допомогою ракети-носія Ariane-5 відправився в космос найбільший з запущених за межі Землі телескоп Гершель. Крім телескопа ракета вивела на орбіту космічну обсерваторію Планк. Орбіти апаратів лежать на висоті 1,5 мільйонів кілометрів
- 27 травня — з космодрому Байконур стартував корабель «Союз ТМА-15» з екіпажем в складі росіянина Романа Романенка, бельгійця Франка де Вінна і канадця Роберта Тірска. З їхнім прибуттям на МКС команда міжнародної станції стане складати шість чоловік. Це стало можливим завдяки тому, що місткість орбітальної станції в ході останніх ремонтних робіт істотно збільшилася.
- 31 травня — автоматичний підводний апарат Nereus занурився на дно Маріанської западини, це занурення стало четвертим в історії
- 12 червня — США перейшли з аналогового на цифрове телемовлення
- 19 червня — НАСА з космодрому Канаверал запустила місячні зонди Lunar Reconnaissance Orbiter і LCROSS
- 30 червня — найбільші світові виробники мобільних телефонів, серед яких Nokia, Motorola, Apple, LG, NEC, Research in Motion, Samsung, а також чіпмейкери Texas Instruments та Qualcomm, домовилися про створення універсального зарядного пристрою під рознім micro-USB, який підходитиме до всіх апаратів
- 16 липня — шаттл «Індевор» стартував з мису Канаверал у Флориді до Міжнародної космічної станції
- 24 липня — на острові Ла Пальма, що належать іспанським Канарським островам відбулася церемонія введення в лад найпотужнішого телескопа в світі. Він має дзеркало діаметром 10,4 м і найновішу технологією спостереження за космічними тілами. Телескоп розташований на висоті більше 2 тис. м і входить до складу обсерваторії «Роке де лос Мучачос»
- 26 липня — спуск на воду вперше побудованого в Індії атомного підводного човна на військово-морській корабельні порту Вісакхапатнам, розташованого на узбережжі Бенгальського затоки. Субмарина водотоннажністю 7 тисяч тонн, проєкт якої був задуманий ще в середині 80-х років і потребував близько 2,9 мільярдів доларів, отримала назву «Аріхант», що означає «винищувач ворогів»
- 29 серпня — американський шаттл «Дискавері» з космодрому Канаверал вирушив до Міжнародної космічної станції. Місія тривала до 11 вересня
- 8 вересня — Intel випустив процесор Core i5
- 17 вересня — учені з Харківського фізико-технічного інституту представили перші в історії науки знімки атома[3]
- 30 вересня — космічний корабель «Союз ТМА-16» стартував з космодрому Байконур на Міжнародну космічну станцію, на борту росіянин Максим Сураєв, американець Джеффрі Вільямс, канадський космічний турист Гі Лаліберте, засновник Cirque du Soleil
- 30 вересня — ICANN, корпорація з питань регулювання інтернету, виведена з підпорядкування Міністерства торгівлі США і набула статус незалежної міжнародної організації
- 22 жовтня — Майкрософт розпочав всесвітній продаж Windows 7
- 30 жовтня — ICANN схвалила домени на національних мовах
- 17 листопада — Україна подала в корпорацію ICANN, що відає розподілом імен в Інтернеті, заявку на реєстрацію національного кириличного домену «.укр»
- 19 листопада — з космодрому на мисі Канаверал у Флориді до Міжнародної космічної станції стартував шаттл Atlantis, на борту шість астронавтів
- 14 грудня — в центрі Стокгольма відбувся запуск в експлуатацію першої в світі мобільної мережі на базі технології Long Term Evolution
- 14 грудня — з космодрому Вандерберг запущений WISE, орбітальний інфрачервоний телескоп NASA
- 15 грудня — перший випробувальний політ новітнього літака Boeing 787 Dreamliner
- 21 грудня — з космодрому Байконур стартувала ракета-носій «Союз-ФГ» з космічним кораблем «Союз ТМА-17». На його борту до МКС вирушили росіянин Олег Котов, астронавт NASA американець Тімоті Крімер і японець Соїті Ногуті
- 26 грудня — в КНР між містами Ухань і Гуанчжоу здійснив перший рейс поїзд серії Хесе; зі швидкістю 350 км/год це найшвидший поїзд у світі

### Релігія
- 27 січня — Митрополит Смоленський і Калінінградський Кирилл обраний на Помісному соборі Російської православної церкви Патріархом Московським і всієї Русі.
- 1 лютого — новообраного патріарха Московського та всієї Русі Кирилла зведено на патріарший престол, і відтепер він є предстоятелем Російської православної церкви
- 10 лютого — архієпископ Джанфранко Равазі, глава папської ради з культури, відзначив, що теорія еволюції Дарвіна не суперечить християнській вірі[4]
- 27 липня по 5 серпня — візит московського патріарха Кирила в Україну
- 28 жовтня — Євангельську церкву Німеччини вперше за понад 500 років очолила жінка — Марґот Кессманн, жінка-єпископ з Ганновера; вона розведена і має четверо дітей

### Культура
- 8 лютого — фільм британського режисера Денні Бойла «Мільйонер з нетрів» визнаний Британською кіноакадемією найкращою картиною 2008 року. Ця стрічка перемогла в семи номінаціях національної кінопремії BAFTA
- 14 лютого — Гран-прі Берлінського кінофестивалю — «Золотого ведмедя» — отримала перуанська картина «Молоко туги» (La Teta Asustada)
- 23 лютого — найбільші лейбли дозволили музичному інтернет-сервісу Spotify безплатно транслювати їхню музику користувачам[5]
- 23 лютого — Національний музей Іраку в Багдаді відновив роботу після шестирічної перерви. 2003 року, після того, як до країни увійшли війська США, музей був розграбований і його довелося закрити для публіки. До розграбування музей володів найбільшим зібранням месопотамської старовини. На відкриття з 15 тисяч викрадених експонатів державі були повернені лише чотири тисячі
- 27 лютого — у Парижі пройшла церемонія вручення нагород національної кінематографічної премії «Сезар». Найкращим фільмом була визнана картина режисера Мартина Прово «Серафін», загалом стрічка удостоїлася семи премій «Сезар»
- 12-16 травня — Пісенний конкурс Євробачення 2009 у Москві, Росія.
- 21 квітня — запуск Світової цифрової бібліотеки (World Digital Library) на семи мовах: арабській, китайській, англійській, французькій, португальській, російській і іспанській
- 17 травня — норвезький співак і скрипаль Олександр Рибак став переможцем Євробачення 2009 в Москві
- 24 травня — «Золоту пальмову гілку» Каннського кінофестивалю присудили фільму Міхаеля Ганеке «Біла стрічка»
- 23 серпня — відкрилася перша виставка в «Мистецькому арсеналі» в Києві
- 12 вересня — приз «Золотий лев» за найкращий фільм 66-го Венеціанського кінофестивалю дістався ізраїльському режисерові Самуелю Маозу, який зняв фільм «Ліван»
- 18 вересня — американська телекомпанія CBS покаже останній епізод телесеріалу «Дороговказне світло» (Guiding Light), найдовшої мильної опери, що триває 72 роки
- 21 вересня — Mr. Freeman вперше з'являється В Інтернеті.
- 5 жовтня — вийшов на екрани України фільм «Las Meninas» (режисер Ігор Подольчак, Україна, 2008).
- 23 грудня — у день 20-ї річниці вистави Тев'є-Тевель київського театру ім. Франка відбувся її ювілейний показ

Див. також:
- 2009 у музиці
- 2009 у кіно

### Аварії й катастрофи
- 11 січня — у центральній Індонезії затонув пором «Тератай Прима», на борту якого перебувало близько 250 пасажирів і 17 членів екіпажа
- 15 січня — в США на річку Гудзон аварійно сів пасажирський літак Airbus А-320 авіакомпанії US Airways, на борту якого було 155 чоловік — всі вони врятовані. Такий результат одразу охрестили «дивом на Гудзоні»
- 24 січня — потужній ураган «Клаус» на Атлантичному узбережжі Іспанії та Франції приніс значні руйнування і забрав життя 25
- 8 лютого — лісові пожежі в Австралії забрали життя понад 200 людей, це найбільші втрати від такого лиха за писемну історію країни
- 12 лютого — літак Bombardier Dash 8 Q400 авіакомпанії Continental Airlines врізався в будинок за кілька кілометрів від аеропорту міста Буффало, штат Нью-Йорк. На борту було 48 людей, ще один загинув на землі
- 22 лютого — в результаті вибуху на китайській шахті в провінції Шаньсі загинули 73 людини. Шахта належить Shanxi Jiaomei Group — найбільшому в КНР виробнику коксівного вугілля
- 25 лютого — літак Боїнг-737 Turkish Airlines, що перевозив 135 пасажирів, зазнав аварії при спробі посадки в Амстердамі. Літак розколовся натроє, загинули 10
- 6 квітня — о 03:32 землетрус з магнітудою від 5,8 до 6,3 в італійській провінції Абруццо: близько 300 загиблих, сотні осель зруйновані. Прем'єр Сільвіо Берлусконі ввів в країні надзвичайний стан.
- 7 травня — пожежа в залі ігрових автоматів в Дніпропетровську, в результаті інциденту загинули дев'ять чоловік, ще 11 були госпіталізовані. Згодом прем'єр-міністр Юлія Тимошенко ініціювала закон про закриття всіх гральних закладів в країні. 15 травня Верховна рада України прийняла цей закон, проте на початку червня президент Віктор Ющенко наклав на нього вето. 11 червня вето було подолане Радою
- 10 травня — пожежа на газогоні в Москві
- 20 травня — на сході острова Ява впав індонезійський військовий літак С-130 Hercules, загинули 98 чоловік, троє з них на землі в зруйнованих будинках
- 1 червня — над Атлантикою пропав з радарів пасажирський літак Airbus-330 авіакомпанії Air France, що виконував рейс Ріо-де-Жанейро — Париж, з 228 людьми на борту. Уламки літака знайшли за тиждень
- 11 червня — експерти Світової Організації охорони здоров'я оголосили пандемію свинячого грипу від вірусу A/H1N1; це перша офіційна пандемія за останні 40 років
- 30 червня — вибух цистерни скрапленого газу на залізничному вокзалі італійського міста Віареджо: загинуло 15, біля півсотні поранених
- 30 червня — в Індійському океані розбився пасажирський літак Airbus A310-300 компанії Yemenia Airways, що здійснював рейс Париж — Марсель — Сана — Джибуті — Мороні (столиця Коморських островів). На борту було 253, одна людина вижила
- 15 липня — літак Ту-154 авіакомпанії Caspian Arlines, що виконував рейс Тегеран—Єреван, розбився недалеко від міста Казвін на північному заході Ірану. На борту було 168 чоловік, всі вони загинули.
- 10 серпня — потужний сель, спричинений тайфуном «Моракот», поховав під шаром бруду й каменів село на півдні Тайваню рано вранці, коли близько 800 жителів ще спали. Тайфун, що приніс понад 1000 мм опадів, вбив ще 63 на острові
- 16 серпня — в небі над підмосковним Жуковським при виконанні тренувального польоту напередодні авіасалону «МАКС-2009» в повітрі зіткнулися два винищувачі Су-27, загинув командир «Російських витязів» Ігор Ткаченко
- 17 серпня — в аварії на найбільшій в Росії Саяно-Шушенській ГЕС зруновано три гідроагрегати; загинули вісім чоловік, 10 чоловік отримали поранення, ще 54 пропали безвісти
- 30 серпня — під час авіашоу в Радомі (Польща) розбився білоруський винищувач Су-27, загинули двоє високопоставлених білоруських офіцерів
- 9 вересня — в результаті повені і селей в ілях (провінціях) Стамбул і Текирдаг на північному заході Туреччини загинули десятки людей, сотні осель зруйновані
- 26 вересня — сильна повінь на Філіппінах, загинули 240 чоловік, в центри тимчасового перебування прийшло близько 375 тисяч чоловік
- 30 вересня — землетрус магнітудою 8 балів стався у архіпелага Самоа в Тихому океані. Цунамі, що підійшло до островів за три години, вбило десятки людей
- 30 вересня — землетрус біля берегів острова Суматра силою 7,6 балів зруйнував столицю індонезійської провінції Західна Суматра місто Паданг
- 1 жовтня — жертвами тайфуну «Кетсана» у центральному В'єтнамі стали 122 людини, сотні людей травмовані, зруйновані 360 тисяч осель
- 4 жовтня — двісті чоловік загинули і близько мільйона лишилося просто неба в результаті сильних повеней, викликаних проливними дощами в прибережних регіонах індійських штатів Карнатака і Андхра-Прадеш
- 25 жовтня — у США за наказом президента Барака Обами введений надзвичайний стан, через пандемію грипу A/H1N1. В указі йдеться про те, що цей вірус становить загрозу для національної безпеки США.
- 25 жовтня — кабінет міністрів України запровадив карантин у дев'яти західних областях країни через поширення грипу і десятки смертельних випадків
- 8 листопада — у Сальвадорі в результаті повеней і обвалів, викликаних ураганом «Іда», загинули 192 людини, серйозних руйнувань зазнала столиця країни місто Сан-Сальвадор
- 21 листопада — стався вибух метану на шахті, розташованій за 400 кілометрів на схід від Харбіна, загинули 108 гірників, ще близько 60 отримали поранення
- 25 листопада — повінь в Джидді, Мецці і сусідніх провінціях Саудівської Аравії призвела до численних руйнувань і забрала життя 83. Лихо сталося під час Хаджу
- 27 листопада — у результаті аварії в Новгородській області поїзду Москва — Петербург «Невський експрес» 26 пасажирів загинули і ще близько 100 постраждали
- 4 грудня — в результаті пожежі в нічному клубі «Хромая лошадь» в Пермі (Росія) загинуло 112, ще близько 160 постраждали

### Спорт
- 28 січня — найкращими спортсменами минулого 2008 року Національний олімпійський комітет України визнав боксера Василя Ломаченка і фехтувальницю Ольгу Харлан
- 6 березня — компанія Honda Motor офіційно оголосила про факт продажу команди Honda Racing F1 Team, що бере участь в чемпіонаті «Формула-1», колишньому менеджерові команди британцеві Россу Брауну
- 22 березня — Віталій Кличко захистив звання чемпіона світу в суперважкій вазі за версією Світової боксерської ради (WBC), перемігши кубинця Хуана Карлоса Гомеса технічним нокаутом в дев'ятому раунді
- 20 травня — донецький «Шахтар» здобув кубок УЄФА, перемігши 2:1 в додатковий час бременський «Вердер»
- 27 травня — в Римі «Барселона» в фіналі Ліги чемпіонів переграла «Манчестер Юнайтед» з рахунком 2:0, і втретє в своїй історії здобула головний клубний трофей Європи
- 7 червня — швейцарець Роже Федерер виграв «Ролан Гаррос» і став шостим тенісистом в історії, що зумів виграти всі чотири турніри «Великого шолома».
- 11 червня — рекордний футбольний трансфер: за перехід Кріштіану Роналду з «Манчестер Юнайтед» до мадридського «Реалу» сплачено 80 мільйонів фунтів стерлінгів (93,4 мільйона євро)
- 5 липня — Роже Федерер виграв Вімблдон, і став рекордсменом за кількістю виграних (15) турнірів Великого Шолому серед чоловіків
- 2 серпня — юнацька збірна України з футболу перемогла на Чемпіонаті Європи серед гравців, віком до 19 років (U19), в фіналі обігравши в Донецьку англійців 2:0
- 29 серпня — в Донецьку офіційно відкритий стадіон «Донбас-Арена», перший в Україні стадіон елітної категорії
- 2 жовтня — у Копенгагені на сесії міжнародного олімпійського комітету столицею Олімпійських ігор 2016 року обрано Ріо-де-Жанейро, який випередив Чикаго, Токіо і Мадрид
- 19 грудня — у фіналі футбольного клубного чемпіонату світу іспанська «Барселона» перемогла 2:1 аргентинський клуб «Естудьянтес». Таким чином, «Барселона» виграла всі шість турнірів, у яких брала участь в 2009: чемпіонат, кубок і суперкубок Іспанії, Лігу Чемпіонів, Суперкубок УЄФА і клубний чемпіонат світу

Див. також: Категорія:Спортивні події 2009

## Народились
Див. також Категорія:Народились 2009
- 5 січня — Вокер Скобелл, американський актор.
- 5 лютого — Абгіманью Мішра, американський шахіст індійського походження.
- 15 квітня — Джулія Баттерс,  американська акторка.
- 4 травня — Генрік, граф Монпеза, син данського принца Йоахіма та його другої дружини Марі.
- 10 липня — Джеремі Монга, англійський футболіст
- 25 вересня — Лія Джеффріс, американська акторка.
- 8 жовтня — Гордон Корм'є, канадський актор.
- 10 листопада — Крістіан Конвері, канадський актор.
- 5 грудня — Овен Купер, англійський актор.

## Померли
Докладніше: Категорія:Померли 2009, Список померлих 2009 року

## Шевченківська премія
- Гірник Павло Миколайович, поет — за книгу віршів «Посвітається»;
- Гонтаров Віктор Миколайович, художник — за серію полотен «Мій Гоголь» та цикл живописних робіт;
- Кадирова Лариса Хамидівна, актриса — за галерею жіночих образів у моновиставах та внесок у розвиток українського театрального мистецтва;
- Мельниченко Володимир Юхимович, публіцист — за документально-публіцистичні книги «Тарас Шевченко: „Моє перебування в Москві“», «„На славу нашої преславної України“ (Тарас Шевченко і Осип Бодянський)»;
- Наконечний Віктор Андрійович, майстер народного малярства — за серію картин «Краю мій сонячний».

## Нобелівська премія
- З медицини та фізіології: американські вчені Елізабет Блекберн, Керол Грейдер і Джек Шостак (за вивчення клітинних механізмів старіння)
- З фізики: Чарльз Као, Джордж Сміт і Віллард Бойл (за винахід оптичних напівпровідникових сенсорів)
- З хімії: вчений з Великої Британії Венкатараман Рамакрішнан, американець Томас Стейц і ізраїльтянка Ада Йонат (за визначення структури і функції рибосом)
- З літератури: Герта Мюллер (за зосередженість в поезії і чесність в прозі, з якими вона описує життя знедолених)
- Премія миру: Президент США Барак Обама (за величезні зусилля зі зміцнення міжнародної дипломатії і співпраці між народами)
- З економіки: Елінор Остром (за дослідження в області корпоративного управління суспільною власністю), Олівер Вільямсон (за теорію вирішення корпоративних конфліктів)